# Citoplasma
O citoplasma é o espaço intracelular  entre a membrana plasmática e o invólucro nuclear em  seres eucariontes, enquanto nos procariontes corresponde à totalidade da área intracelular. O citoplasma é preenchido por uma matéria coloidal e semi-fluída denominada citosol, na qual estão suspensos os organelos celulares. Nos eucariontes, em oposição ao protoplasma, o citoplasma não inclui o núcleo celular, cujo interior é formado por nucleoplasma.  No geral, o citoplasma é tudo o que compreende a célula menos o núcleo e a membrana plasmática.
O movimento de íons de cálcio para dentro e para fora do citoplasma é considerado ser uma sinalização  de atividade dos processos metabólicos.

## Componentes do  citoplasma
O citoplasma consiste em uma porção fluída, denominada citossol; partículas insolúveis, denominadas inclusões; e estruturas delimitadas por membrana, coletivamente conhecidas por organelos. como Complexo de Golgi, mitocôndrias, ribossomas, centríolos, núcleo , retículo endoplasmático rugoso e liso.

### Citosol
O citosol é a porção do citoplasma não contidos dentro da membrana. O citosol ocupa cerca de 70% do volume da célula e é composto por água, sais e moléculas orgânicas.
O citosol é uma mistura complexa de filamentos de citoesqueleto, moléculas dissolvidas e água que enchem a maior parte do volume de uma célula. O citosol também contém filamentos de proteína que formam o citoesqueleto, bem como proteína dissolvida e pequenas estruturas, tais como os ribossomas, proteassomas e o misterioso complexo vault. A porção interior, granular e mais fluido do citoplasma é referido como endoplasma.

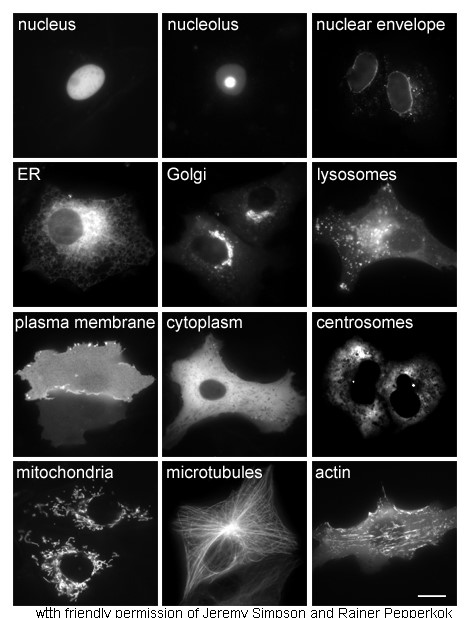
Proteínas em diferentes compartimentos celulares e estruturas marcadas com proteína verde fluorescente

### Inclusões
As inclusões são partículas de substâncias insolúveis em suspensão no citosol. Existe uma grande variedade de inclusões em diferentes tipos de células que variam de cristais de oxalato de cálcio e dióxido de silício em células de plantas, a grânulos de materiais de armazenamento de energia, tais como Amido glicogênio, ou polihidroxibutirato. Um exemplo particularmente difundida são gotículas de lipídio, essas gotas esféricas compostas de lípidos e proteínas são usadas em ambos os procariotas e eucariotas, como um modo de armazenamento de lípidos, tais como ácido graxo e esterol. Gotículas lipídicas constituem a maior parte do volume dos adipócitos, que são células especializadas em armazenar lípido e são encontrados numa variedade de outros tipos de células.

### Organelos
Organelos são "pequenos órgãos" encarregados de algum trabalho para manter a vida celular. O citoesqueleto, os centríolos e os ribossomos são exemplo de organelos. A maior parte das organelos são envolvidas por uma membrana de composição similar à membrana citoplasmática.

### Controvérsia e pesquisa
O citoplasma, as mitocôndrias e a maioria dos organelos são contribuições para a célula do gâmeta materno. Há poucas pesquisas e compreensão sobre herança citoplasmática/herança materna e DNA mitocondrial em relação ao núcleo da célula e DNA genômico. Historicamente, houve negligência em pesquisar o que fosse rotulado como feminino. O citoplasma é um organelo que foi marcado como sendo masculino.  Contrariamente às informações mais velhas que ignoram qualquer noção do citoplasma como sendo ativo, uma nova pesquisa mostrou que ele está no controle de movimento e fluxo de nutrientes dentro e fora da célula por "comportamento viscoplástico e... uma medida da taxa recíproca de  dentro da rede citoplasmática".

## Citoplasma vegetal
Enquanto todas as células possuem citoplasma, células de diferentes grupos biológicos podem divergir substancialmente nas características dos seus citoplasmas. Nas células animais, o citoplasma ocupa cerca de metade do volume da célula, enquanto em células vegetais ele ocupa menos espaço devido à presença de vacúolos.

## Função
Além de servir de meio das reações metabólicas vitais (glicólise anaeróbia e a síntese proteica), é onde se localizam as mitocôndrias e o citoesqueleto, este mantendo a consistência e a forma da célula. É também o local de armazenamento de substâncias químicas indispensáveis à vida.
As enzimas lisossômicas são produzidas no retículo endoplasmático granuloso, passam para o complexo de Golgi, onde são “empacotadas” e liberadas na forma de vesículas (lisossomas primários). Quando uma partícula de alimentos é englobada por endocitose, forma-se um vacúolo alimentar, e um ou mais lisossomas fundem-se no fagossoma, despejando enzimas digestivas nele. Assim forma-se o vacúolo digestivo, e as moléculas provenientes da digestão se fundem no citoplasma. O vacúolo cheio de resíduos é chamado de vacúolo residual.
A) Lisossomas e desenvolvimento - Em alguns casos, para desenvolvimento de um corpo (como no caso dos girinos), as células promovem autodigestão através do rompimento de seus lisossomas, o que é chamado de apoptose (morte celular programada). O material conseguido através da autodigestão é mandado, através da circulação, para outras partes do corpo do animal, onde é aproveitado para o desenvolvimento.
B) Lisossoma e doença - Devido a algumas doenças, os lisossomas se rompem e matam as células como o caso da silicose, doença pulmonar causada por inalação regular de pó de sílica e que destrói regiões do pulmão, o qual perde aos poucos a sua capacidade respiratória.
C) Lisossomas e morte celular - Assim que a célula morre, os lisossomas se rompem aos poucos, libertando suas enzimas; estas, evidentemente, aceleram o processo de degradação do material celular (autólise), simultaneamente à ação das bactérias da decomposição.
D) Armazena substâncias químicas essenciais para a manutenção da vida.